# 光州科学技术院
光州科学技术院（Gwangju Institute of Science and Technology）是一所專注於科技的研究型大學，位於韓國光州廣域市。该大学与韩国科学技术院、蔚山科學技術院、浦項工科大學、大邱庆北科学技术院組成研究型大學集團。

## 简介
光州科學技術院是韓國政府於1993年成立的研究型研究生院，旨在培養高技能的科學家和研究人員，為進一步發展先進科學技術創造強大的研究基地
根據2012年韓國《中央日報》的一篇新聞文章，“所有課程都用英語授課，碩士和博士論文都是用英語寫的。博士生如果作為第一作者在科學期刊上發表過一篇以上的作品，則獲得學位，鼓勵他們成為研究領導者。”
2010年，光州科学技术院學院（GIST College）成立，為本科生提供韓國第一個博雅導向的科學課程。